# Taxi (phim 2015)
Taxi (tiếng Ba Tư: تاکسی) là một bộ phim chính kịch Iran năm 2015 với sự tham gia diễn xuất và đạo diễn bởi Jafar Panahi. Bộ phim chiếu lần đầu trong cuộc tranh giải tại Liên hoan phim quốc tế Berlin lần thứ 65, nơi nó giành giải Gấu Vàng và giải FIPRESCI. Năm 2010, Panahi đã bị cấm làm phim và đi lại, vì vậy cô cháu gái Hana Saeidi, cũng từng xuất hiện trong bộ phim, đã thay mặt nhận giải thưởng.